# Bitterkräuter
Die Bitterkräuter (Picris) bilden eine Pflanzengattung in der Unterfamilie der Cichorioideae innerhalb der Familie der Korbblütler (Asteraceae). 

## Beschreibung

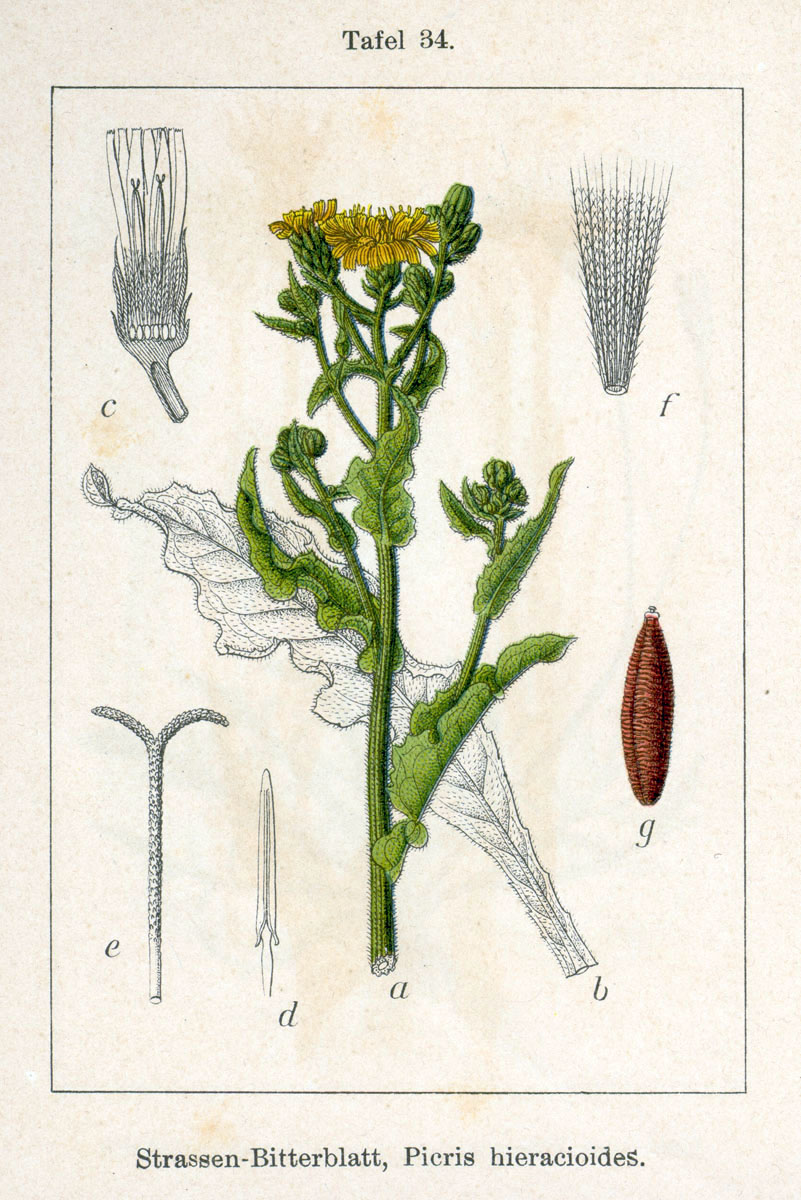
Illustration Gewöhnlichen Bitterkrauts (Picris hieracioides) aus Sturm

### Vegetative Merkmale
Bei den Bitterkraut-Arten handelt es sich um einjährige, zweijährige oder ausdauernde krautige Pflanzen, die Wuchshöhen von 10 bis 100 Zentimetern erreichen. Sie haben eine raue, zum Teil widerhakige Behaarung. Manche Arten bilden Rhizome.

### Generative Merkmale
In trugdoldigen Blütenständen stehen die Blütenkörbe. Die Blütenkörbe enthalten nur 30 bis 100 (oder mehr) zygomorphe Zungenblüten. Die fünf meist gelben Kronblätter sind am Grund zu einer Röhre verwachsen. Die Zunge endet in fünf Kronzipfeln.
Die fünf- bis zehnrippigen Achänen sind 2,5 bis 5 Millimeter lang und etwas gebogen. Der Pappus besitzt zwei Reihen federiger, schneeweißer Pappushaare.

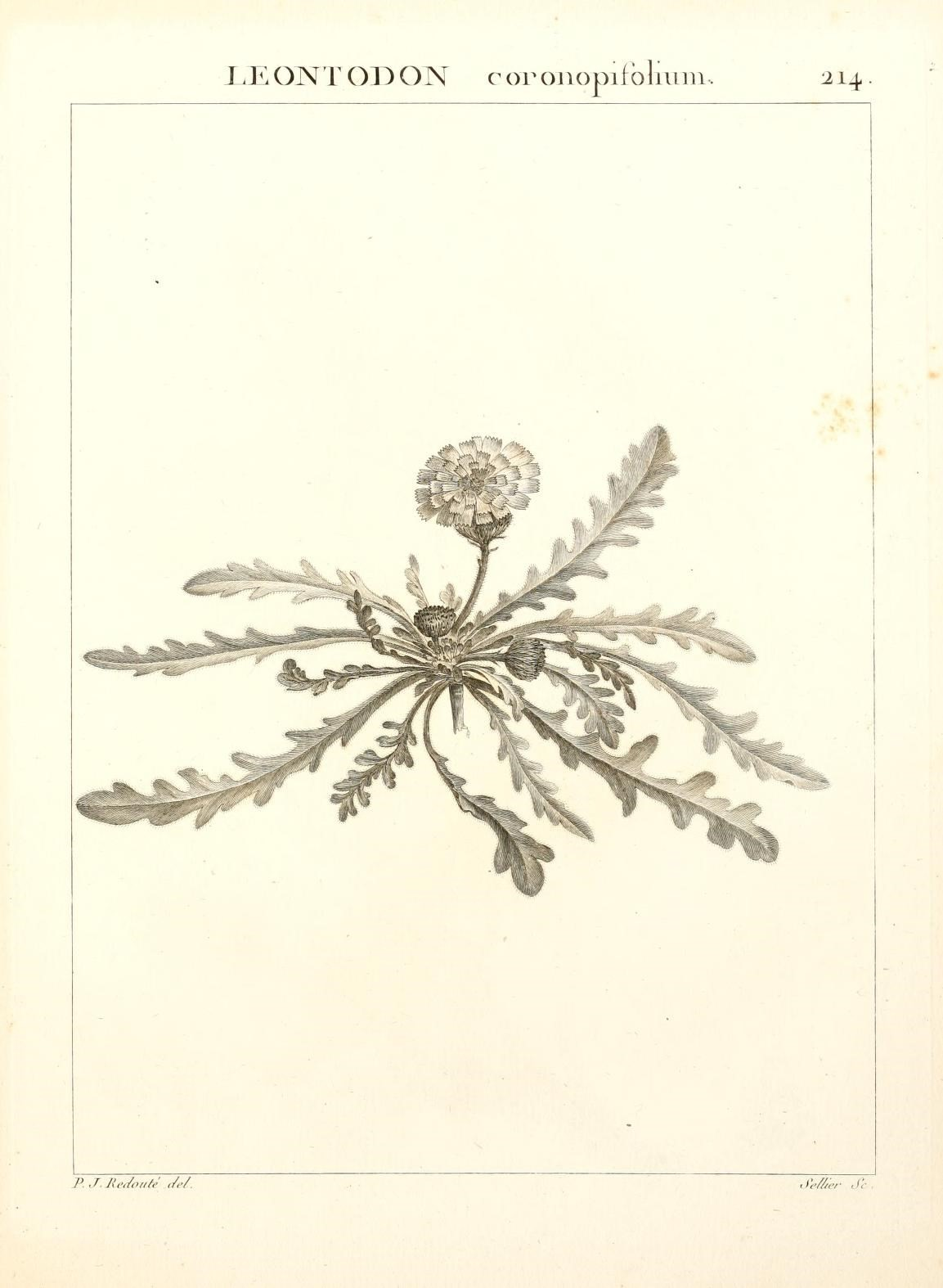
Picris asplenioides, Illustration

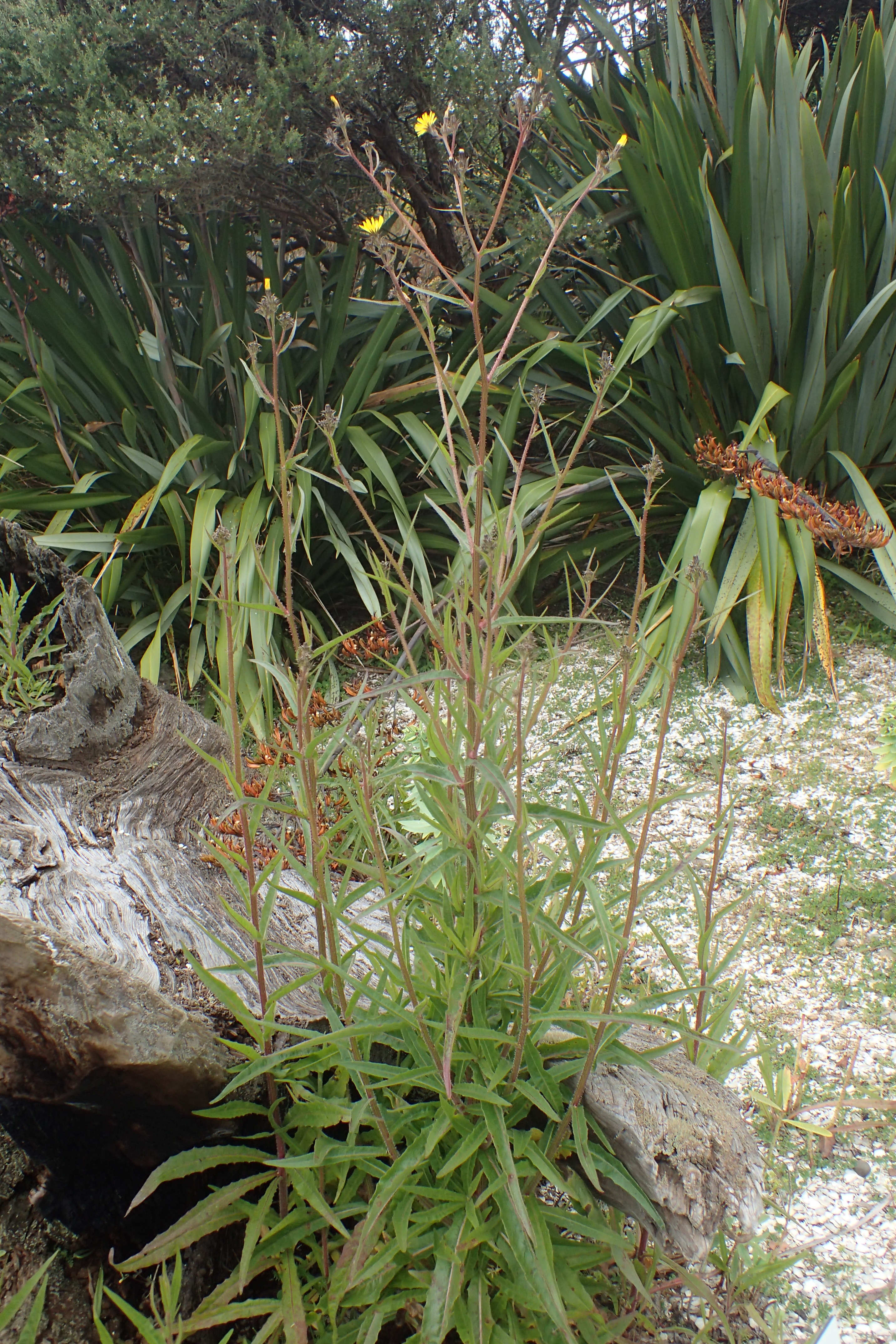
Picris burbidgeae

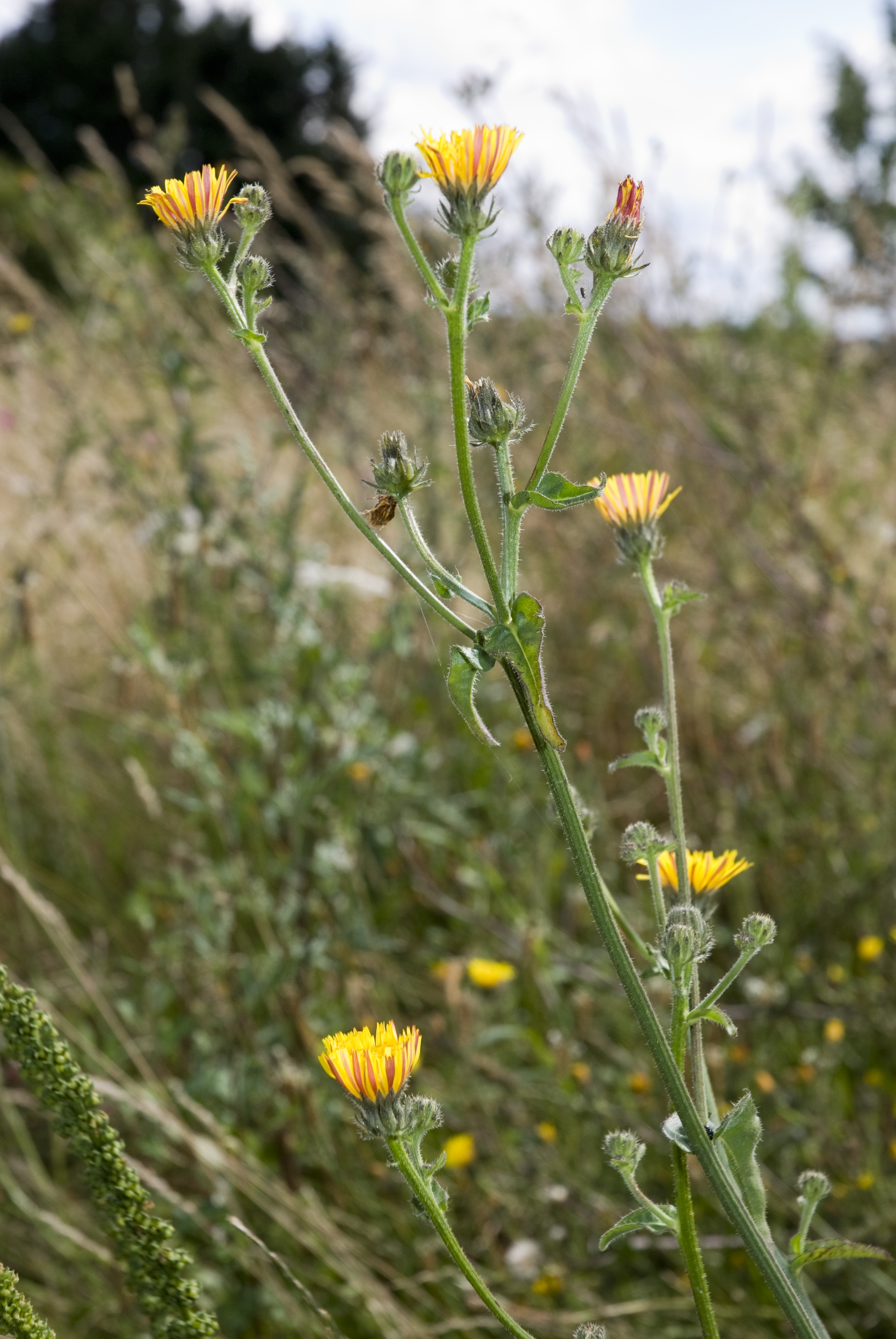
Gewöhnliches Bitterkraut (Picris hieracioides)

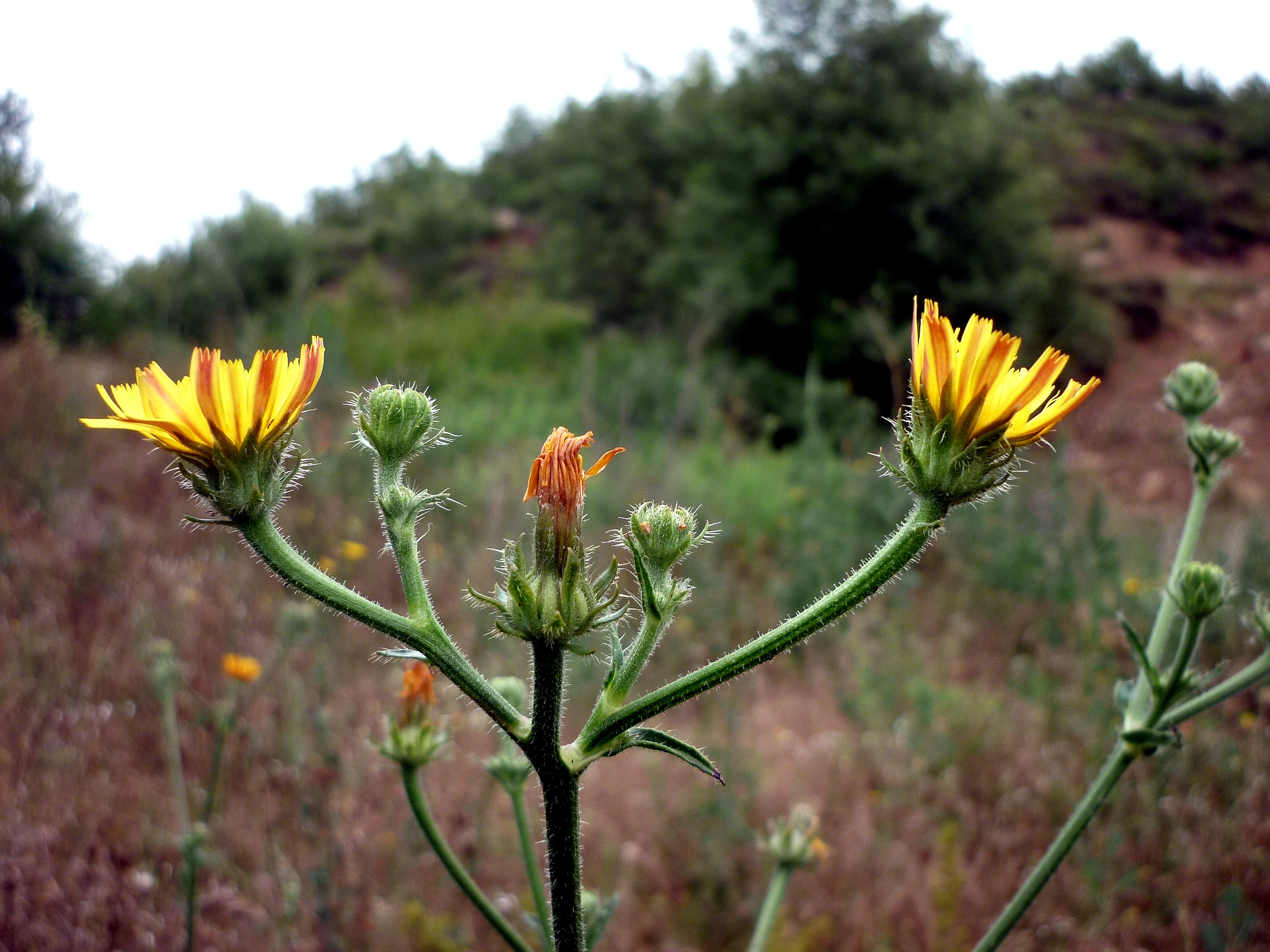
Gewöhnliches Bitterkraut (Picris hieracioides)

## Systematik
Die Gattung Picris gehört zum Subtribus Hypochaeridinae aus der Tribus Cichorieae in der Unterfamilie Cichorioideae innerhalb der Familie Asteraceae. Synonyme für Picris sind: Apargia, Microderis. Der botanische Gattungsname Picris ist vom griechischen Wort pikros für bitter (Geschmack) abgeleitet. 

### Arten und Verbreitung
Die Gattung Picris ist fast weltweit verbreitet. Der Verbreitungsschwerpunkt liegt im Mittelmeerraum. In Mitteleuropa findet sich nur die Art Gewöhnliches Bitterkraut, Habichtskraut-Bitterkraut (Picris hieracioides L.).
Es gibt etwa 40 Picris-Arten (Auswahl):
- Picris amalecitana (Boiss.) Eig: Sie kommt in der Türkei, in Syrien, im Libanon, in Jordanien, Israel und in Ägypten vor.[2]
- Picris asplenioides L.: Sie kommt in Marokko, Algerien, Tunesien, Libyen, Ägypten, auf der Sinaihalbinsel, in  Israel und Jordanien vor.[2]
- Picris bracteata Losa: Sie kommt in Spanien vor.[2]
- Picris burbidgeae S.Holzapfel: Sie wurde aus Australien erstbeschrieben.
- Picris campylocarpa Boiss. & Heldr.: Sie kommt in der Türkei vor.[2]
- Picris cupuligera (Durieu) Walp.: Sie kommt in Marokko, Algerien, Tunesien und in Spanien vor.[2]
- Picris cyprica Lack: Sie kommt in Zypern und in der Türkei vor.[2]
- Picris cyrenaica (Pamp.) Lack: Sie kommt in Libyen vor.[2]
- Gewöhnliches Bitterkraut, Habichtskraut-Bitterkraut (Picris hieracioides L.): Mit mehreren Unterarten.
- Picris hispanica (Willd.) P.D.Sell: Sie kommt in Spanien und Nordafrika vor.[2]
- Picris hispidissima (Bartl.) W.D.J.Koch: Sie kommt in Italien, Slowenien, Kroatien, Bosnien-Herzegowina, Montenegro und eventuell auch in Griechenland vor.[2]
- Picris mauginiana Pamp.: Sie kommt in Libyen vor.[2]
- Picris olympica Boiss.: Sie kommt in der Türkei vor.[2]
- Picris pauciflora Willd.: Sie kommt u. a. in Europa im südöstlichen Frankreich, auf der Balkan-Halbinsel, auf Inseln der Ägäis, in der Türkei und auf der Krim vor.[2]
- Hohes Bitterkraut (Picris rhagadioloides (L.) Desf., Syn.: Picris altissima Delile, Picris sprengeriana auct.): Es kommt in Nordafrika, Südeuropa, Südosteuropa und Vorderasien vor.[2]
- Picris rivularis Pau: Sie kommt in Spanien vor.[2]
- Picris scaberrima Guss.: Sie kommt nur in Italien vor.[2]
- Picris sinuata (Lam.) Lack: Sie kommt nur in Algerien und in Tunesien vor.[2]
- Picris sulphurea Delile: Sie kommt in Ägypten und auf der Sinaihalbinsel vor.[2]
- Picris willkommii (Schultz Bip.) Nyman: Sie kommt nur im südwestlichen Spanien und in Portugal vor.[2]

Nicht mehr zur Gattung Picris gerechnet werden die Arten der Gattung Helminthotheca, darunter:
- Helminthotheca comosa (Boiss.) Holub (Syn.: Picris comosa (Boiss.) Benth. & Hook. f. ex B.D.Jacks., Helminthia comosa Boiss.)[2]
- Natternkopf-Bitterkraut, Wurmlattich (Helminthotheca echioides (L.) Holub, Syn.: Picris echioides L., Helminthia echioides (L.) Juss.)[2]